# فروکتوز ۶-فسفات
فروکتوز ۶-فسفات (به انگلیسی: Fructose 6-phosphate) با فرمول شیمیایی C۶H۱۳O۹P یک قنده با پیوند فسفات با شناسه پاب‌کم ۴۴۴۸۴۸ است؛ که جرم مولی آن ۲۶۰٫۱۴ g/mol می‌باشد. گلوکز ۶-فسفات ایزومراز یا فسفوگلوکز ایزومراز یکی از آنزیمهای چرخه قندکافت است که گلوکز ۶-فسفات را به فروکتوز ۶-فسفات تبدیل می‌کند.